# Albatana
Albatana é um município da Espanha na província de Albacete, comunidade autónoma de Castilla-La Mancha, de área 30,74 km² com população de 854 habitantes (2004) e densidade populacional de 27,78 hab/km².

## Demografia
| Variação demográfica do município entre 1991 e 2004 | Variação demográfica do município entre 1991 e 2004 | Variação demográfica do município entre 1991 e 2004 | Variação demográfica do município entre 1991 e 2004 |
| --------------------------------------------------- | --------------------------------------------------- | --------------------------------------------------- | --------------------------------------------------- |
| 1991                                                | 1996                                                | 2001                                                | 2004                                                |
| 915                                                 | 907                                                 | 851                                                 | 854                                                 |